# Prix Marcel Proust
Il Premio Marcel Proust, istituito nel 1972 dal Consiglio Municipale di Cabourg in Normandia, era destinato a premiare un'opera letteraria che si richiamasse all'opera di Marcel Proust. È stato conferito dal 1972 al 1994 e donava al vincitore la somma di 5000 franchi.

## Elenco dei vincitori
- 1972: Michel Robida per Le Dragon de Chartres (Julliard)
- 1973: Georges Cattaui per Proust et ses métamorphoses (Nizet)
- 1974: Julien Green per Jeunesse (Plon)
- 1975: Emmanuel Berl per A venir et Regain au pays d'Auge (Le Livre de Poche)
- 1976: Marcel Schneider per Sur une étoile (Grasset)
- 1977: Jacques de Lacretelle per Les Vivants et leur ombre (Grasset)[2]
- 1978: Roger Caillois per Il fiume Alfeo (Le Fleuve Alphée, Gallimard)
- 1979: Henri Bonnet per Le Progrès spirituel dans la Recherche (Nizet)
- 1980: Jacques de Bourbon Busset per Les Choses simples (Gallimard)
- 1981: Angelo Rinaldi per La Dernière fête de l'Empire (Gallimard)
- 1982: Alain Bosquet per L'Enfant que tu étais (Grasset)
- 1983: Jean Delay per La Fauconnier, Avant-Mémoire (Gallimard)
- 1984: Robert de Saint-Jean per Passé pas mort (Grasset)
- 1985: Diane de Margerie per Le Ressouvenir (Flammarion)
- 1986: François-Olivier Rousseau per Sébastien Doré (Mercure de France)
- 1987-1988: Claude Mauriac per Le Temps immobile (Grasset)
- 1993: René de Obaldia per Exobiographie
- 1994: Jean Chalon per Liane de Pougy, courtisane princesse et sainte (Flammarion)